# 学校法人トモエ学園
学校法人トモエ学園（がっこうほうじんトモエがくえん）とは、大阪府枚方市に本部を置く学校法人。

## 経営する学校
- トモエ文化服装香里専門学校（大阪府枚方市）
- 北大阪福祉専門学校（大阪市都島区）

かつて経営していた学校
- トモエ文化服装専門学校（大阪市都島区）
- 第2ローズ幼稚園（大阪府枚方市）

## 沿革
1943年に北山巴（1911年-2009年）が個人で設立した洋裁学校「トモエ洋裁研究所」を源流とする。1951年に学校法人となり、トモエ文化服装専門学院を2校（大阪校・香里校）運営。1976年には文部省から専門課程を置く専修学校として認可され、トモエ文化服装専門学校に改称した。
枚方市で「くずはローズ幼稚園」を運営する学校法人北山学園は同族による経営である。くずはローズ幼稚園は第2ローズ幼稚園と姉妹園とされている。

### 略年表
- 1943年（昭和18年） - 北山巴、トモエ洋裁研究所を設立
- 1949年（昭和24年） - トモエ洋裁研究所、財団法人組織となる
- 1951年（昭和26年） - 学校法人トモエ洋裁専門学院となる（理事長北山巴）
- 1956年（昭和31年） - 大阪府より認可を受け、トモエ文化服装香里専門学院を設立
- 1976年（昭和51年） - 第2ローズ幼稚園開園。トモエ文化服装専門学校・トモエ文化服装香里専門学校が認可される
- 1997年（平成9年） - 北大阪福祉専門学校を設立
- 2009年（平成21年） - 北山巴死去、北山喜直理事長就任
- 2021年（令和3年） - 第2ローズ幼稚園廃止。幼稚園の廃止に伴う私立学校法第64条第4項に基づく準学校法人への組織変更